# The Specials (Film)
The Specials ist eine US-amerikanische Filmkomödie aus dem Jahr 2000.

## Handlung
Shelly bemerkt, dass sie Superfähigkeiten hat und meldet sich bei ihrer bewunderten Superheldengruppe The Specials an, um als neuestes Mitglied aufgenommen zu werden. Doch ihre Idole zeigen sich alles andere als super. Es ist nicht nur der Konkurrenzkampf zu den anderen Superheldengruppen, wie dem Amazing Trio oder den Crusaders, oder der chronische Geldmangel. Es sind die charakterlichen Schwächen und Neurosen, denen die Helden erlegen sind. Der Anführer The Strobe hat also mit allerlei Problemen zu kämpfen, vor allen Dingen seit Valiant zu den Crusaders wechselte. Aber zumindest hat die Gruppe bald etwas Geld zur Verfügung, denn dank der Lizenzeinnahmen, die 11 % des Umsatzes versprechen, ihrer bald erscheinenden Actionfiguren, die Toscotoys veröffentlichen wird, kann sich die Gruppe in Zukunft etwas leisten. Aber damit die Puppen sich verkaufen, müssen sich die Superhelden dementsprechend auch makellos benehmen und Vorbilder darstellen, denn „mit Superkräften kommt eine Superverantwortung“.
Aber die Helden vergessen Strobes Ansprache schnell und verfallen in ihre alten Rollenmuster. U.S. Bill zeigt sich als der Idiot, der er immer war. Der Konflikt zwischen Deadly Girl und Ms. Unzerstörbar schwelt genauso wie der Ehekonflikt zwischen Ms. Unzerstörbar und The Strobe, weil dieser sich permanent als ein Gesandter Gottes sieht und stilisieren muss. Derweil versuchen die Crusaders auch den mit Abstand beliebtesten Superhelden, The Weevil, abzuwerben. Er fühlt sich bei den Specials auch unterfordert und würde gerne Regierungsaufträge annehmen, doch da die anderen Superhelden halt zu speziell seien, würde das wohl nie passieren. 
Die große Feier zur Vorstellung der Actionfiguren wird zu einem absoluten Desaster. Alle Figuren sind schlecht getroffen und entsprechen kaum der Realität. Das liegt daran, dass die Spielzeugfirma so viel Geld wie möglich sparen wollte und deshalb ausrangierte Actionfiguren aus den 1970er Jahren nahm, welche sie lediglich neu kostümierte. Nachdem Strobe auf dem Parkplatz entdeckt, dass seine Frau mit Weevil schläft, fühlt er sich so gedemütigt, dass er innen bei einer kurzen Pressekonferenz erklärt, die Specials aufzulösen. Der Schock sitzt tief und die ersten Gedanken machen sich breit, was nun aus den übrigen Mitgliedern wird. Die feministisch-lesbische Superheldengruppe Fem Five will Deadly Girl anwerben. Weevil bewirbt sich bei den Crusaders und wird dort auch angenommen. Bei den meisten macht sich Ernüchterung breit und Amok will wieder ein Superschurke werden.
Shellys Wunsch war es immer, mehr als ein normaler Mensch zu sein, weswegen ihr die Mitgliedschaft bei den Specials alles bedeutet, auch wenn ihre einzige Superfähigkeit darin liegt, Eier zu legen. Und genau darüber macht sich auch Weever lustig, als er im Fernsehen über seine Entscheidung spricht, von den Specials zu den Crusaders gewechselt zu sein. Er wollte einfach nicht mit einem Haufen Degenerierter verglichen werden. Das führt dazu, dass das Specials-Team, welches zuvor zerstritten ihr letztes Meeting abhalten wollte, nun zusammenstehen und plötzlich einen großen Regierungsauftrag erhalten. Alle anderen Superheldengruppen sind verhindert, sodass sie damit beauftragt werden, das Pentagon vor den Riesenameisen zu beschützen.

## Kritik
„Überdrehte, aber eher bescheidene Parodie auf den sich abzeichnenden Boom der Superhelden-Filme der frühen 2000er-Jahre, die vor allem am eigenen Potenzial scheitert.“

## Veröffentlichung
Der Film startete am 22. September 2000 in den Kinos und konnte lediglich etwas mehr als 13.000 US-Dollar einspielen. In Deutschland ist der Film seit dem 6. Dezember 2006 auf DVD erhältlich.